# Kaiabis
Els kayabi (també anomenats: Caiabi, Kajabi, Cajabi, Kayavi, Kawaiwete i Kaiaby) són un poble indígena que habita al nord de l'estat brasiler de Mato Grosso, més precisament al Parc indígena del Xingu i a la Reserva Indígena de Apiaká-Kayabi, al sud de Pará. Hi ha aproximadament 1.300 persones Kayabi que viuen dins de Brasil, més específicament el Parc Indígena Xingu. Se'ls coneix per diversos noms com Caiabi, Parua, Maquiri, Kawaiwete i molts més romanizations de la paraula Kaiabi.
Des de finals del segle xix, el poble Kaiabi va resistir la invasió de les seves terres. Després dels 50, la regió d'Arines, Pesca i Ríos Teles Pinos, on estaven els Kaiabi, es van dividir, creant 3 grups diferents. Gairebé tots, van traslladar-se al parc indígena del Xingu.
La pràctica d'una agricultura diversificada, un art caracteritzat per dissenys gràfics complexes, inspirats en la mitologia; i la seva alta participació en el moviment indígena organitzat en defensa dels interessos de grups ètnics del parc; són característiques que es poden associar als Kaiabi.

## Nom
El 1850 un viatger francès anomenat Francis de Castelnau, va realitzar uns informes sobre unes entrevistes a indis i aventurers, que havia fet el 1844 a Diamantino, a l'estat de Mato Grosso. Després d'aquesta data trobem documents que fan referència a la Kaiabi.
L'origen del nom s'ha perdut en el temps. Actualment ni els mateixos indis saben que significa.

## Idioma
La llengua Kaiabi pertany a la família lingüística tupí-guaraní. Els Kaiabi parlen una llengua relacionada amb altres pobles coneguts com el Tupi. Gairebé tots els Kaiabi viuen al parc Xingu i són bilingües amb el portuguès. Algunes persones que viuen en altres pobles o estan casats amb persones d'altres grups, també parlen una tercera llengua. Per altra banda, hi ha molts Kaiabi que viuen en zones fora del parc Xingu i ja no parlen el seu idioma natiu.

## Ubicació

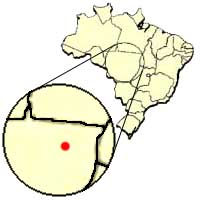
Una localització dels Kaiabi Brazil

La majoria dels Kaiabi viuen a l'àrea del parc del Xingu, a l'estat de Mato Grosso. Fins a la dècada del 1940, residien entre els rius Arinos, Tatuy i el mig de Teles Pires, localitzat a l'oest del riu Xingu.
Els Kaiabi van resistir fins a les primeres dècades del s. XX l'ocupació de les seves terres per les empreses extractores de cautxú. Malgrat la seva resistència, a poc a poc l'àrea Kaiabi va ser ocupada i els indis van començar a treballar en l'extracció de cautxú. Més endavant van començar a construir-se finques. A partir de la dècada de 1950, una bona part de la regió va ser expropiada pel govern de Mato Grosso per finalitats colonitzadores. Més tard els Kaiabi van marxar cap al parc del Xingu i molts d'ells encara lamenten haver abandonat les seves terres.

## Població
Actualment la població Kaiabi és d'unes 1.000 persones. D'aquestes aproximadament unes 750 resideixen al parc Xingu i la resta es divideix entre les diferents zones ocupades pel grup. La taxa de creixement poblacional dels Kaiabi és bastant alta. Hi ha estudis com el Senra que parlen d'un 4,3% (1996). Aquest increment mostra la disminució de la mortalitat, gràcies a l'assistència mèdica i les condicions dins del parc del Xingu; i per altrea banda, les altes taxes de natalitat. Amb aquests índexs, es creu que la població Kaiabi podrà duplicar-se, com ja ha passat a altres grups d'aquestes característiques.
Els Kaiabi inicialment van mantenir un patró d'assentament caracteritzat per la dispersió en petites unitats familiars. Més tard, les cases dels Kaiabi van començar a agrupar-se en unitats més grans i multi familiars. Aquest últim fet va ser promogut pels dirigents del parc, per tal de poder facilitar els tractaments de salut. L'accés als medicaments és més fàcil en zones on hi ha més agrupació de persones. A partir de les dècades dels 40 i 50, és quan es pot observar una gran fragmentació del model fins aleshores d'ocupació territorial, ja que hi ha una gran despoblació i divisió de la família en nuclis un altre cop petits. Diferents òrgans del Parc del Xingu, han facilitat la formació d'agrupaments unifamiliars per tal que se'n puguin beneficiar les persones que no tenen família.
Les cases dels Kaiabi eren mitjanament grans, ja que hi havien de cabre tots els membres d'una família. Medien uns 12 metres d'ample per uns 24 de llarg. La teulada era de palla i s'estenia fins a terra. Al parc del Xingu els Kaiabi van començar a construir cases petites amb parets de troncs, medint, aproximadament la meitat del que mesurava una casa tradicional. Actualment s'estan tornant a construir cases amb el format anterior que poden ser vistes en alguns llogarets.

## Economia

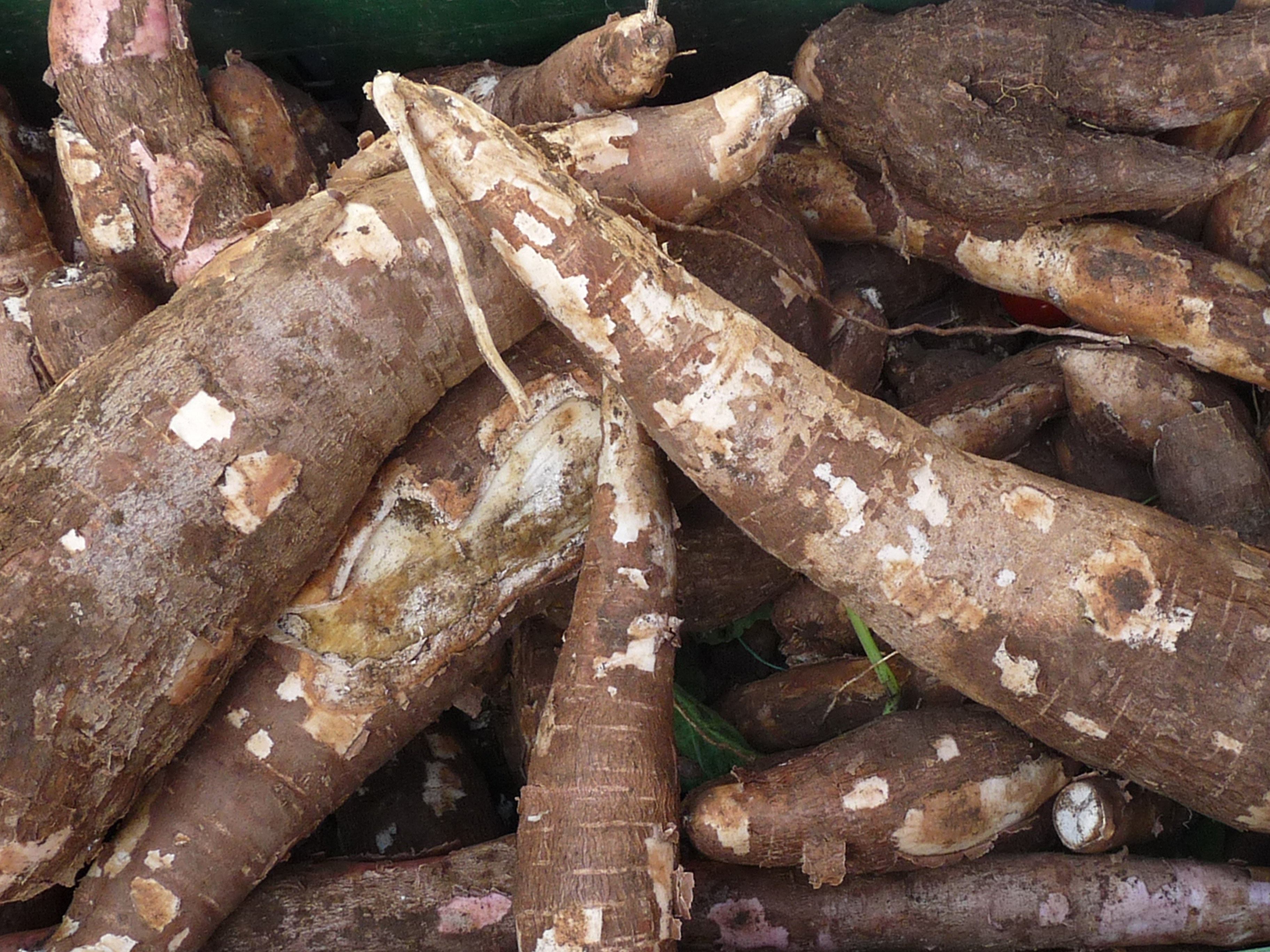
L'arrel de la mandioca; un aliment bàsic dels Kaiabi

Els Kaiabi tenen una tradició agrícola molt marcada, que s'ha mantingut tot i el seu moviment en el territori. La seva horticultura és molt diversa, trobant-s'hi desenes de varietats de plantes cultivades i un sistema agrícola bastant elaborat. Així com altres grups indígenes, tenen el seu calendari per a les feines al camp. Tenen dos tipus de camps: els camps polivalents de mandioca i els camps de policultiu. En el primer cas, s'hi planten diverses varietats de mandioca utilitzades per a la producció de farina i altres derivats. En els camps de policultiu, s'hi planten diferents espècies que requereixen els millors sòls, com són: el blat de moro, el cotó, la canya de sucre, la síndria, les faves..
La seva alimentació està ben diversificada. La seva base alimentària consta de farina de mandioca i peix, fruites... Abans que els Kaiabi s'establissin al Xingu, la caça era una part important de la seva alimentació, però ara això ha canviat pel peix.
Els Kaiabi també tenen una cultura material molt diversificada. Els homes confeccionen una espècie de cabassos, ornamentats amb patrons gràfics que representen figures de la cosmología i mitologia del grup. Actualment el que més produeixen són uns collarets anomenats de tucum. Aquests també són confeccionats per les dones.

## Societat
L'organització de la societat Kaiabi no té divisions en l'àmbit del llinatge, grups d'edat o qualsevol altra estructura social. El nucli de la vida social, són les relacions basades en els casaments, especialment la relació sogre/gendre, ja que és bàsica per construir llogarets i grups de parentesc.
L'agrupament social més important és el grup de parentesc que constitueix una unitat domèstica. Aquesta, està guiada per un wyriat. Aquell que s'encarrega del lloc on estan i que en el passat solia ser un membre masculí i d'edat avançada. En aquest cas, aquest home gran seria l'element aglutinador que ha aconseguit mantenir al seu voltant els gendres i joves així com als seus nets i netes.
Hi ha una tendència a què els conjugues resideixin a casa dels pares de la muller, cosa que reforça els llaços entre els sogres i els gendres. El fet de residir-hi obliga a col·laborar al marit a treballar i ajudar al sogre i als cunyats com a servei de la dona. Actualment aquesta relació ja no és la mateixa, hi ha hagut un relaxament al respecte.
Cada Kaiabi posseeix diferents noms i formaran un repertori variat al llarg de la seva vida. A mesura que els membres van accedint a noves categories socials, se’ls van canviant els noms. Quan neix el primer fill, per exemple, sempre es canvia el nom dels pares. Poden ser noms d'avantpassats, de sers sobrenaturals o estar relacionats amb alguna cosa específica del mateix individu. Els ancians del poblat, o el cap d'aquest, són els responsables de la transmissió de noms.
En altres èpoques els Kaiabi exhibien tatuatges facials que també els caracteritzava, servien de mecanisme d'identificació personal.

## Cosmologia
Els Kaiabi comprenen l'univers i actuen en ell a través de la cosmologia. Segons els Kaiabi, els humans així com molts animals posseeixen una ànima. Aquesta però, no la reben quan neixen sinó que la reben quan se’ls posa el nom. Els que no reben el nom, no es tornen humans, són simplement sers plens, però sense vida.
Els kaiabi han tingut sempre xamans, cosa que és molt important pel seu model de societat. Els xamans són l'intermediari entre el món natural i el sobrenatural. El moment ritual més important dels Kaiabi era la celebració del Yawaci, moment en què diversos llogarets es reuneixen per escoltar cants guerrers.